# 美因洛伊斯
美因洛伊斯是德国巴伐利亚州的一个市镇。总面积49.42平方公里，总人口6464人，其中男性3193人，女性3271人（2011年12月31日），人口密度131人/平方公里。